# Rivière Kanatuashuekanutsh
La rivière Kanatuashuekanutsh est un affluent de rivière Kanishushteu, coulant dans le territoire non organisé de Lac-Ashuapmushuan, dans la municipalité régionale de comté (MRC) du Domaine-du-Roy, dans la région administrative de Saguenay–Lac-Saint-Jean, dans la province de Québec, au Canada.
Quelques routes forestières secondaires desservent la vallée de la rivière Kanatuashuekanutsh. Ces routes se connectent indirectement à la route 167 qui est située au sud-ouest,.
La foresterie (principalement la sylviculture) constitue la principale activité économique de cette vallée; les activités récréotouristiques, en second. Le cours de cette rivière traverse entièrement la réserve faunique Ashuapmushuan.

## Géographie
La rivière Kanatuashuekanutsh tire sa source à l'embouchure du lac des Sanicles (longueur: 0,9 km; altitude: 354 m). Ce lac est encaissé entre les montagnes en zone forestière.
L'embouchure du Lac des Sanicles est située en zone forestière dans le territoire non organisé de Lac-Ashuapmushuan, à:
- 8,9 km au nord-ouest de l'embouchure de la rivière Kanishushteu;
- 20,0 km au nord-est du lac Chigoubiche[2].

À partir de l'embouchure du lac des Sanicles, la rivière Kanatuashuekanutsh coule sur 6,9 km vers l’est avec une dénivellation de 64 m, entièrement en zone forestière, selon les segments suivants:
- 3,8 km vers l’est dans une vallée de plus en plus encaissée, en recueillant la décharge (venant du nord-ouest) du lac Levaux, jusqu'à la décharge (venant du nord-ouest) du lac Salignac;
- 3,1 km vers l’est traversant une plaine forestière, en recueillant la décharge (venant du nord-ouest) d’un petit lac, jusqu’à son embouchure[2].

La rivière Kanatuashuekanutsh se déverse sur la rive sud-ouest de la rivière Kanishushteu. Cette confluence est située à:
- 2,5 km à l’ouest du cours de la rivière Ashuapmushuan
- 68,7 km au nord-ouest du centre-ville de Saint-Félicien[2].

À partir de l’embouchure de la rivière Kanatuashuekanutsh, le courant descend le cours de la rivière Kanishushteu sur 3,4 km, le cours de la rivière Ashuapmushuan sur 92,9 km, puis traverse le lac Saint-Jean vers l'est sur 41,1 km (soit sa pleine longueur), emprunte le cours de la rivière Saguenay via la Petite Décharge sur 172,3 km vers l'est jusqu'à Tadoussac où il conflue avec l’estuaire du Saint-Laurent.

## Toponymie
Le toponyme « rivière Kanatuashuekanutsh » a été officialisé le 2 décembre 1982 à la Banque des noms de lieux de la Commission de toponymie du Québec.